# Прокопов, Василий Иванович
Василий Иванович Прокопов (1 января 1894 — 8 февраля 1976) — советский шахтёр, крепильщик шахты имени Орджоникидзе комбината «Сталинуголь» г. Макеевка, Герой Социалистического Труда.

## Биография
Родился в 1894 году в селе Красная Поляна (ныне Черемисиновского района Курской области).
В 1923 году приехал в Донбасс и устроился работать на шахту «Ново-Чайкино» плотником по вентиляции. Новичку помогали старые шахтёры, учили его премудростям профессии, и вскоре он перешёл в забой.
После пуска в 1930 году шахты имени Орджоникидзе перешёл работать туда и трудился до начала Великой Отечественной войны бригадиром навалоотбойщиков.
В годы войны был эвакуирован с семьёй в г. Осинники Кемеровской области, работал по специальности на шахте № 10 треста «Молотовуголь». Решением городского комитета ВКП (б) был направлен на обучение в местную школу ФЗО, после чего Василий Иванович сам стал обучать молодёжь шахтёрскому ремеслу. За два с половиной года Василий Прокопов обучил 75 забойщиков, крепильщиков, десятников по вентиляции. Из его учеников вышло немало передовиков производства. Министерство трудовых резервов дважды отмечало Василия Ивановича похвальными грамотами.
Старший из семерых детей, сын Андрей, доброволец Шахтёрской дивизии, погиб в 1944 году под Кировоградом.
После освобождения от фашистских захватчиков вернулся в Донбасс на родную шахту, которая была полностью разрушена в период оккупации. В апреле 1946 года шахта имени Орджоникидзе частично вступила в эксплуатацию. В начале 1948 года Василий Иванович организовал и возглавил комсомольско-молодёжную бригаду, которая стала передовой на комбинате и в том же году выполнила план на 173 %, а сам бригадир — на 181 %. В августе 1948 года бригада завоевала Почётный вымпел ЦК ЛКСМУ.
Указом Президиума Верховного Совета СССР от 28 августа 1948 года за выдающиеся успехи в деле увеличения добычи угля, восстановления и строительства угольных шахт и внедрение передовых методов работы, обеспечивающих значительный рост производительности труда, Прокопов Василий Иванович удостоен звания Героя Социалистического Труда с вручением ордена Ленина и золотой медали «Серп и Молот».
До конца 1950-х годов Прокопов Василий Иванович работал на шахте имени Орджоникидзе, после чего ушёл на пенсию.
Умер 8 февраля 1976 года в Макеевке Донецкой области, похоронен на поселковом кладбище.

## Награды
- Медаль «Серп и Молот»;
- дважды орден Ленина (в том числе 28.8.1948);
- Почётный шахтёр;
- медали.